# Danh sách chi của Noctuidae:K
Noctuidae là một họ bướm đêm lớn gồm rất nhiều chi:
A B C D E F G H I J K L M N O P Q R S T U V W X Y Z
| - Kakopoda - Kallitrichia - Kalmina - Karana - Kenguichardia - Kenrickodes | - Khadira - Klappericola - Klugeana - Knappia - Kobestelia - Koehleramia | - Koffoleania - Kohlera - Kollariana - Koptoplax - Koraia | - Koyaga - Krugia - Kumasia - Kuruschia - Kyneria |